# Germanus de Winchester
Germanus est un ecclésiastique anglo-saxon mort vers 1013. Après un voyage à Rome, ce bénédictin devient moine à l'abbaye de Fleury. Il rentre en Angleterre en 964 et assure diverses fonctions monacales avant d'être nommé abbé du monastère de Winchcombe vers 970. Il perd ce poste en 975, après la mort du roi Edgar le Pacifique. Il est peut-être devenu abbé de Cholsey en 992.

## Biographie
D'après la Vita Oswaldi du moine Byrhtferth, Germanus est originaire de Winchester. Son nom n'est pas vieil-anglais et trahit peut-être une origine bretonne.
En 956 ou 957, Germanus accompagne l'archevêque d'York Oscytel et son neveu Oswald dans leur voyage à Rome. Oscytel aurait entrepris ce périple pour obtenir son pallium, symbole de l'autorité archiépiscopale, des mains du pape. Cependant, l'historien Donald Bullough remet en cause la réalité de ce voyage, en soulignant qu'aucun des prédécesseurs d'Oscytel ne s'est rendu à Rome pour recevoir le pallium, et qu'il n'est mentionné que dans le Chronicon Abbatiae Rameseiensis, la chronique de l'abbaye de Ramsey. Cette même chronique précise que Germanus ne rentre pas en Angleterre avec Oscytel et Oswald, mais reste sur le continent pour étudier la discipline monastique à l'abbaye de Fleury,. D'après une autre source, Oswald se rend à Fleury seul, et Germanus l'y rejoint quelques années plus tard.
Devenu évêque de Worcester, Oswald rappelle Germanus en Angleterre en 963 ou 964, pour lui confier le prieuré qu'il vient de fonder à Westbury-on-Trym. Germanus en devient le prieur et participe à l'éducation des novices,. Dans les années qui suivent, il devient soit prieur, soit doyen à l'abbaye de Ramsey,, fondée en 966 grâce au déplacement de la communauté de Westbury à Ramsey. Germanus est nommé abbé du monastère de Winchcombe vers 970, sans que les raisons de son transfert depuis Ramsey ne soient connues.
Après la mort du roi Edgar en 975, l'ealdorman Ælfhere de Mercie contraint les moines de Winchcombe à se réfugier à Ramsey, et Germanus perd donc sa charge abbatiale. D'après le Chronicon Abbatiae Rameseiensis et la Vita Oswaldi, il devient abbé de Cholsey en 992. D'après la Vita, le roi Æthelred le Malavisé aurait nommé Germanus à ce poste après que les moines de Ramsey eut refusé de l'élire à la tête de leur communauté. Cette nomination implique une très longue carrière ecclésiastique, qui a incité plusieurs historiens à la remettre en question. Une charte ultérieure le cite comme abbé de Fleury, mais il s'agit d'un faux et Germanus n'a jamais occupé ce poste.
En 1001 ou 1002, Germanus participe au transfert des reliques de saint Ivo à Ramsey. Avec l'abbé Eadnoth, il transporte les restes du saint et de ses compagnons, découverts à Slepe dans le Huntingdonshire.
Germanus meurt vers 1013. Aucun de ses écrits ne subsiste, mais il est peut-être lié à plusieurs manuscrits, comme le Psautier de Ramsey (BL Harley 2904), le Psautier de Cambridge (Cambridge UL Ff.1.23) ou le Sacramentaire de Winchcombe (Orléans BM 127 (105)).